# Tenebrescenza
La tenebrescenza è un effetto ottico presentato da alcuni minerali che si manifesta con un cambiamento del colore quando sono esposti alla luce solare dopo essere rimasti al buio per un certo tempo. Il fenomeno si manifesta anche con l'esposizione alla radiazione ultravioletta. Il cambiamento di colore è reversibile dal momento che il minerale ritorna al colore originario tenendolo al buio per ore o giorni ed è ripetibile senza fine con una nuova esposizione alla luce. L'effetto è analogo all'effetto fotocromatico delle lenti di alcuni tipi di occhiali e quindi è chiamato anche fotocromismo reversibile.
La tenebrescenza fu notata per la prima volta su una varietà di sodalite di colore rosa intenso scoperta nel 1896 in Groenlandia da L.C. Boergstroem che diventava incolore quando esposta alla luce. Questa varietà è stata denominata hackmanite.
Nell'hackmanite il colore originario può essere ripristinati in due modi, il primo consiste semplicemente nel lasciare il campione al buio per un tempo variabile da qualche ora ad alcune settimane, il secondo prevede di esporre il campione a raggi ultravioletti. La radiazione ultravioletta ad onda corta è la più efficace ma comunque la velocità di ritorno al colore originario varia a seconda del campione. Per alcuni campioni, per ottenere una leggera tonalità rosa, è necessaria una lunga esposizione alla luce ultravioletta, in altri l'esposizione a raggi ultravioletti ad onda corta produce istantaneamente una colorazione rosa. Vi sono altri campioni nei quali un'ulteriore esposizione alla radiazione ultravioletta da pochi minuti a qualche ora causa una colorazione da rosa intenso a rosso lampone con una leggera tonalità di blu.
La tenebrescenza è cancellata definitivamente dal riscaldamento del campione.

## Minerali tenebrescenti
I minerali che presentano tenebrescenza sono pochi, oltre all'hackmanite vi sono i seguenti:
- alcuni campioni di ametista provenienti da Globe in Arizona perdono il loro colore in maniera irreversibile se esposti alla luce solare, lo stesso accade in alcuni campioni di topazio giallo-arancio.
- la barite bianca proveniente dalla miniera di Gaskin nella contea di Pope in Illinois diventa blu e la barite gialla diventa grigio-verde quando esposta alla radiazione ultravioletta.
- i diamanti camaleonte sono dei diamanti di color oliva che cambiano temporaneamente di colore dopo averli lasciati al buio e scaldati leggermente, il colore cambia da oliva a giallo. Dopo un paio di giorni al buio, il colore ritorna quello originario.
- lo spodumene di colore da rosa a viola si scurisce con l'esposizione a radiazioni di alta intensità.
- la tugtupite intensifica il colore se esposta ai raggi ultravioletti ad onda corta o alla luce solare intensa, soprattutto nei campioni di colore pallido, in particolare quelli rosa.

## Causa della tenebrescenza
Le ricerche indicano che la variazione di colore è probabilmente legata al centro di colore, nell'hackmanite probabilmente mancano nel reticolo alcuni anioni di cloro pertanto alcuni elettroni nelle vicinanze possono rimanere intrappolati nelle lacune. Questi elettroni intrappolati sono alla base dei centri di colore. Nell'hackmanite il centro di colore assorbe la luce verde, gialla ed arancio ed una certa quantità di blu. L'hackmanite assorbe l'energia dalla radiazione ultravioletta e quindi gli elettroni assumono un livello energetico più elevato e questo causa la variazione di colore. La luce bianca fornisce energia agli elettroni che, anche se minore di quella della luce ultravioletta, è sufficiente per liberare gli elettroni pertanto il campione diventa nuovamente incolore.